# دوك نوكيم 3دي
دوك نوكيم 3دي (بالإنجليزية: Duke Nukem 3D)‏ ، هي لعبة فيديو إلكترونية من نوع تصويب منظور الشخص الأول وأكشن، صدرت اللعبة لأول مرة على نظام إم إس دوس بتاريخ 29 يناير سنة 1996م، وبعدها بأعوام صدرت بعدة أنظمة التشغيل المنزلية والهواتف المحمولة ومن بينها نظام بلاي ستيشن 3 ومايكروسوفت ويندوز وبلاي ستيشن وبلاي ستيشن 3 ومتجر أندرويد الإلكتروني وغيره، وهي اللعبة الأولى التي تعمل شاشة ثلاثية الألعاب بعد أن صدرت الجزئين السابقين ثنائية الأبعاد.